# Шриланчански леопард
Шриланчански леопард (лат. Panthera pardus kotiya) је подврста леопарда, врсте сисара из реда звери (Carnivora) и породице мачака (Felidae). 

## Угроженост
Ова подврста се сматра угроженом.

## Распрострањење
Само Шри Ланка.

## Популациони тренд
Популација ове подврсте се смањује, судећи по расположивим подацима.

## Станиште
Шриланчански леопард има станиште на копну.